# Raul Aragon
Raul Aragon, auch als Raoul Aragon oder Raoul Aragonn bekannt, ist ein ehemaliger philippinischer Schauspieler.

## Leben
Aragon debütierte 1969 in den Filmen Adriana, Boom! Bang-A-Bang! und Leslie als Schauspieler. Für seine Leistung im Film Ina Ka ng Anak Mo aus dem Jahr 1979 wurde er mit dem Best Actor Award auf dem Metro Manila Film Festival ausgezeichnet. Eine größere Rolle übernahm er in dem Actionfilm Sloane – Die Gewalt im Nacken. Er wirkte insgesamt in über 140 Fernseh- und Filmproduktionen mit. Zuletzt wirkte er 1995 in dem Spielfilm Sana maulit muli mit und nahm anschließend Abstand von der Filmindustrie.

## Filmografie
- 1969: Adriana
- 1969: Boom! Bang-A-Bang!
- 1969: Leslie
- 1970: Young Love
- 1970: I Dream of Jeanne
- 1970: From Both Sides Now
- 1970: For Once in My Life
- 1970: Sixteen
- 1970: Your Love
- 1972: Till Death Do Us Part
- 1972: Ta-ra-ra-dyin Pot-pot
- 1973: Lupang hinirang
- 1973: Tanikalang dugo
- 1973: Ikaw lamang
- 1974: Huli huli yan!
- 1974: Mga Tigre ng Sierra Cruz
- 1975: Babae hindi ka dapat nilalang
- 1975: Meron akang nakita
- 1976: Let's Do the Salsa
- 1976: Kung bakit may ulap ang mukha ng buwan
- 1976: Bertong suklab
- 1976: Beloy Montemayor
- 1976: Babaing hiwalay sa asawa
- 1977: Walang bakas na naiiwan
- 1977: Mapuplang labi
- 1977: Pag-ibig ko'y awitin mo
- 1977: Ang husling babae sa daigdig
- 1977: Lakaki, babae kami
- 1977: Disco Baby
- 1977: Task Force Kingfisher
- 1978: Hamog
- 1978: Iwasan ... kabaret
- 1978: Basta kabit, may sabit
- 1978: Boy Pena
- 1978: Batang City Jail
- 1978: Nicolas Feliciano ... ang huk-figther ng tarlac
- 1978: Salonga
- 1979: Boy Kodyak
- 1979: Batang salabusab
- 1979: Ina, kapatid, anak
- 1979: Ina ka ng anak mo
- 1979: Holdup
- 1980: Palawan
- 1980: Ang kabiyak
- 1980: Alaga
- 1980: Tres kantos
- 1980: Angela Markado
- 1980: Waikiki
- 1980: Ex-Wife
- 1981: Kamakalawa
- 1981: Wanted Sabas
- 1981: The Betamax Story
- 1982: Task Force King Fisher Beloy Montemayor
- 1982: Hubad na gubat
- 1982: Karibal ko ang aking ina
- 1982: Guillermo Soliman
- 1982: Krus sa bawat punglo
- 1982: Santa Claus Is Coming to Town!
- 1983: Inside Job
- 1983: Strangers in Paradise
- 1983: Kirot
- 1983: Sana, bukas pa ang kahapon
- 1983: To Mama with Love
- 1983: Babaeng selyado
- 1983: Public Enemy No.1 and the Innocents
- 1983: Laruan
- 1983: Tengteng de sarapen
- 1983: Over My Dead Body
- 1983: Bago kumalat ang kamandag
- 1983: Indecent Exposure
- 1984: Sigaw ng katarungan
- 1984: Ahas sa paraiso
- 1984: Bayan ko: Kapit sa patalim
- 1984: Working Girls
- 1984: Bangkang papel sa dagat ng apoy
- 1984: Nalalasap ang hapdi
- 1984: Daang hari
- 1984: Dumalaga
- 1984: Experience
- 1984: Sariwa
- 1985: Sloane – Die Gewalt im Nacken (Sloane)
- 1985: Ulo ng gapo
- 1985: Ben Tumbling: A People's Journal Story
- 1985: Matamis ang nakaw na tubig
- 1985: Cop Brutus Logan, the Crime Buster
- 1985: Baun Gang
- 1985: Mga alipin ng laman
- 1985: Lihim sa likod ng buwan
- 1985: Nene
- 1985: Ulo ng gang-ho
- 1985: Mga manikang hubad
- 1985: Alyas Junior Buang Mad Killer Ng Visayas
- 1985: Anak ng Tondo
- 1985: Uhaw na uhaw
- 1985: Eden
- 1985: Moises Padilla Story: The Missing Chapter
- 1985: Boboy Tibayan: Tigre ng Cavite
- 1985: Ligaw Na Kapalaran
- 1986: Gisingin natin ang gabi
- 1986: Huwag pamarisan: Kulasisi
- 1986: Huwag mo kaming isumpa
- 1986: Hiram na katawan
- 1986: Kapirasong dangal
- 1986: Bukas... uulan ng bala
- 1986: Walang ititirang buhay
- 1986: Panganib Bawat Sandali Ng Ligaya
- 1987: Operation; Get Victor Corpuz, the Rebel Soldier
- 1987: Kapitan Pablo
- 1987: Humanda ka... Ikaw ang susunod
- 1987: Cabarlo
- 1987: Pasan ko ang daigdig
- 1987: Olongapo... The Great American Dream
- 1987: Street Warrior
- 1987: Feliciano Luces alyas Kumander Toothpick
- 1988: Moises Platon
- 1988: Boy Negro
- 1988: Ambush
- 1988: Whiteforce
- 1988: Patrolman
- 1988: Agila ng Maynila
- 1989: The Fastest Gun Alive of WPD
- 1989: Alyas: Boy Life
- 1989: Florencio Diño Public Enemy No. 1 of Caloocan
- 1989: Arrest Patrolman Rizal Alih, Zamboanga Massacre
- 1989: Jack Moro
- 1989: Hindi pahuhuli ng buhay
- 1989: Delima Gang
- 1989: Ang babaeng nawawala sa sarili
- 1989: Target... Police General: Major General Alfredo Lim Story
- 1989: Don Pepe
- 1990: Double M
- 1990: Hulihin si... Boy Amores
- 1990: Kahit singko ay di ko babayaran ang buhay mo
- 1990: Bala at rosaryo
- 1990: APO: Kingpin ng Maynila
- 1990: Irampa si Mediavillo
- 1991: Maalaala mo kaya (Fernsehserie, Episode 1x06)
- 1991: McBain
- 1991: Utol Ni Ben Tumbling
- 1991: Kapitan Jaylo: Batas sa batas
- 1991: Ganti ng api
- 1994: Huling lalaki Sa bitayan
- 1995: Sana maulit muli